# إغناثيو جارا
إغناثيو جارا (بالإسبانية: Ignacio Jara) هو لاعب كرة قدم تشيلي في مركز الهجوم، ولد في 11 فبراير 1997 في Quinta Normal ‏ في تشيلي. لعب مع نادي غوياس.

## وصلات خارجية
- إغناثيو جارا على موقع قاعدة بيانات كرة القدم.إي يو (الإنجليزية)
- إغناثيو جارا على موقع Soccerway.com (الإنجليزية)